# Fiumalbo
Fiumalbo est une commune italienne d'environ 1 300 habitants située dans la province de Modène dans la région Émilie-Romagne dans le nord de l'Italie.

## Administration
| Période                                  | Période | Identité | Étiquette | Qualité |
| ---------------------------------------- | ------- | -------- | --------- | ------- |
|                                          |         |          |           |         |
| Les données manquantes sont à compléter. |         |          |           |         |

### Communes limitrophes
Abetone Cutigliano, Coreglia Antelminelli, Fanano, Pievepelago, Riolunato, Sestola

## Personnalités
- Luigi Lenzini - Prêtre italien béatifié en 2022